# Gilbertiodendron dewevrei

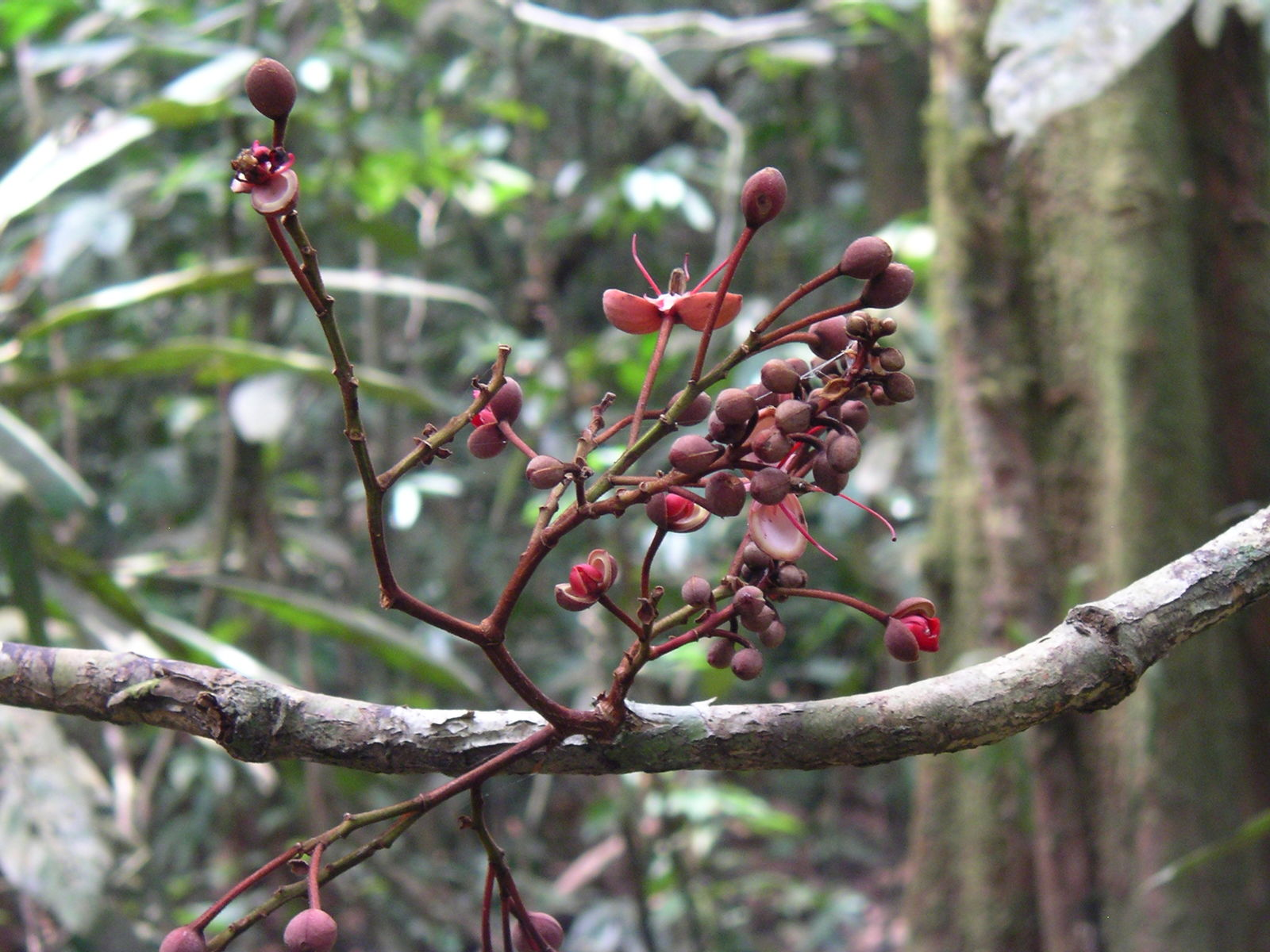
Blütenstand

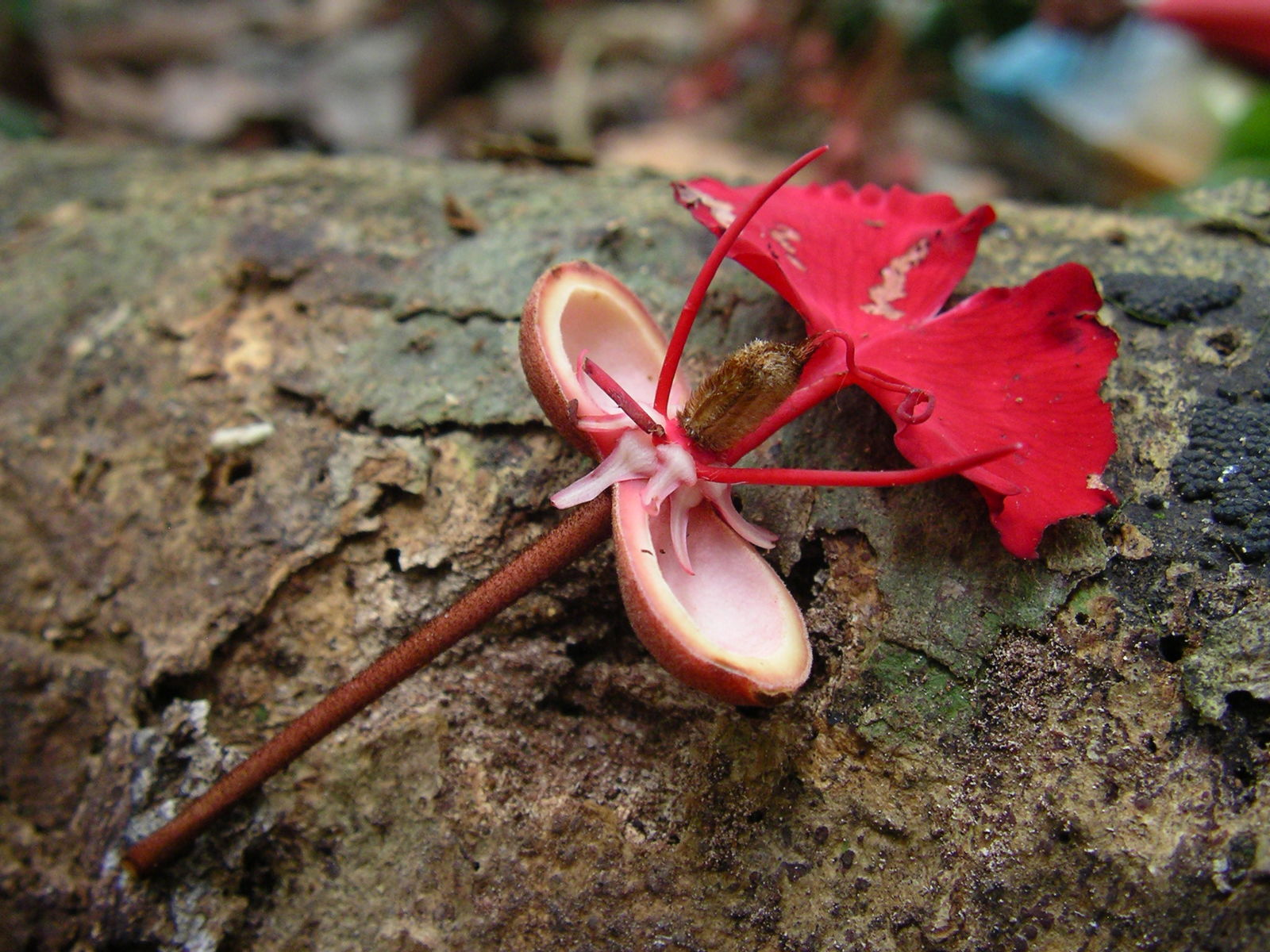
Blüte

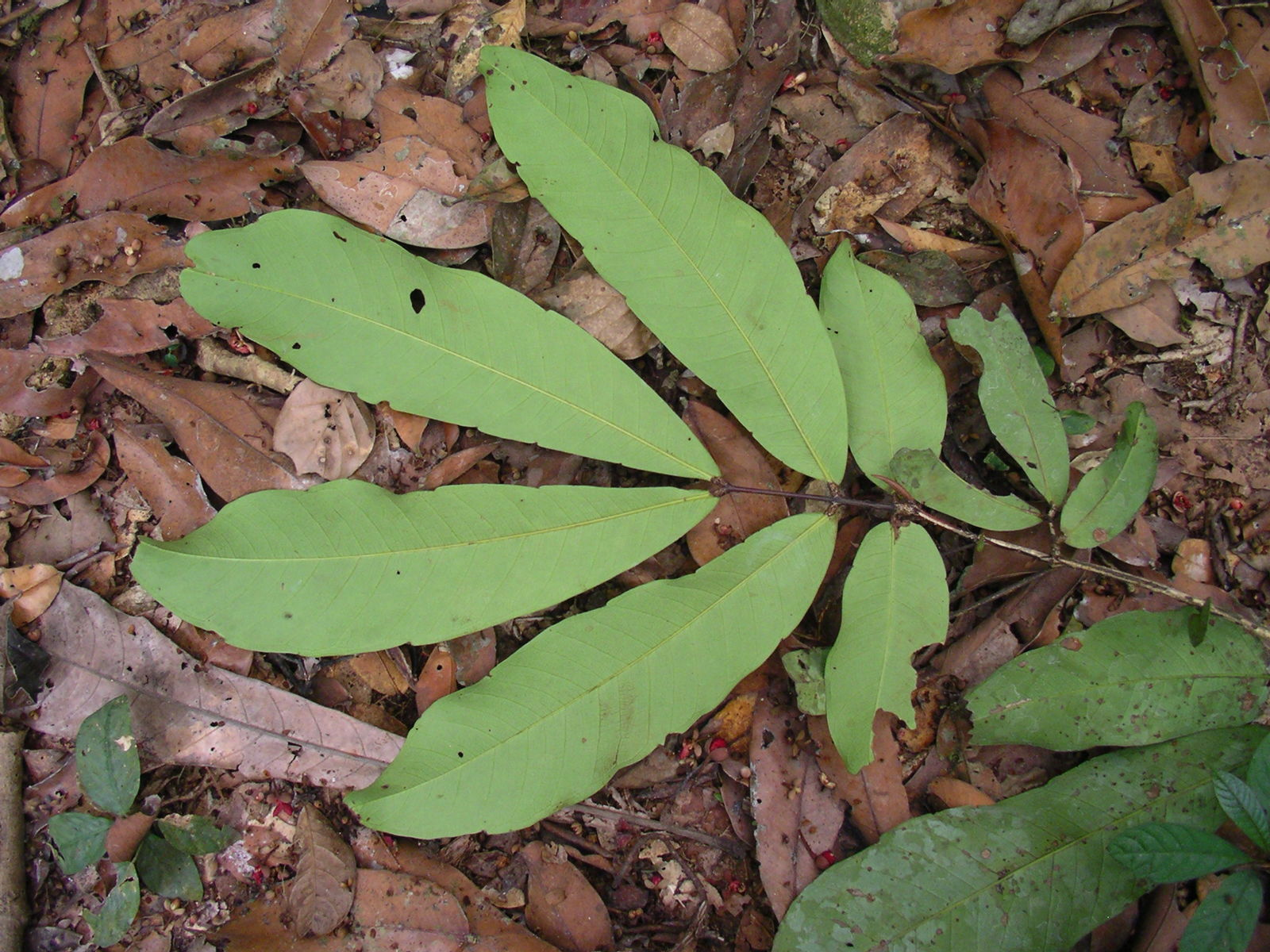
Blatt von unten

Gilbertiodendron dewevrei ist eine Pflanzenart aus der Gattung Gilbertiodendron in der Unterfamilie der Johannisbrotgewächse (Caesalpinioideae) innerhalb der Familie der Hülsenfrüchtler (Fabaceae). Das Verbreitungsgebiet liegt in West- und Zentralafrika. Sie liefert ein Bauholz, für das im deutschsprachigen Raum der Handelsname Limbali verwendet wird.

## Beschreibung

### Erscheinungsbild und Borke
Gilbertiodendron dewevrei ist ein großer, immergrüner Baum, der Wuchshöhen von 45 Metern und einen Stammdurchmesser von 200 bis 300 Zentimetern erreicht. Der Stamm ist gerade und zylindrisch und kann bis in eine Höhe von 22 Metern unverzweigt bleiben. Er besitzt eine dichte Baumkrone und bildet keine Brettwurzeln aus.
Die raue Borke ist graubraun bis gelblich-braun mit braunen Lentizellen und löst sich mit der Zeit in großen Schuppen ab. Die Innenrinde ist hart und dick faserig mit einer rotbraunen Färbung.
Die Sämlinge keimen epigäisch, das Hypokotyl ist 7 bis 20 Zentimeter lang und das Epikotyl ist 14 bis 24 Zentimeter lang. Die Primärblätter sind gegenständig angeordnet mit zwei großen und zwei winzigen Fiederblättchen.

### Blatt
Die gegenständig angeordneten und hängenden Laubblätter sind in Blattstiel und -spreite gegliedert. Die Blattspreite ist paarig gefiedert mit zwei bis fünf, meist drei Paaren Fiederblättchen. Der Blattstiel ist dick und 0,5 bis 1 Zentimeter lang. Der Blattspindel ist 2 bis 25 Zentimeter lang, kurz behaart und auf der Oberseite schmal gerillt. Der Blättchenstiel ist 1 bis 16 Millimeter lang und dick. Die gegenständig angeordneten, ledrigen und meist kahlen Fiederblättchen sind länglich bis elliptisch, lanzettlich oder verkehrt-eilanzettlich. Sie sind 9 bis 50 Zentimeter lang und 3 bis 20 Zentimeter breit, manchmal leicht asymmetrisch, abgerundet bis stumpf und teils eingebuchtet oder rundspitzig und besitzen eine gerundete bis herzförmige Basis. Oftmals haben sie zwei bis vier kleine Drüsen nahe dem Blattrand und der untere Teil der Blattoberfläche ist dicht papillös. Sie sind fiedernervig mit 14 bis 25 Paaren Seitennerven. Die endständigen Fiederblättchen sind normalerweise größer als die grundständigen.
Die 2 bis 8 Zentimeter langen und 1,5 bis 4 Zentimeter breiten Nebenblätter sind eiförmig-lanzettlich und verwachsen und besitzen zwei nierenförmige, bis 2,5 Zentimeter lange Anhängsel. Sie sind mehr oder weniger ausdauernd.

### Blütenstand und Blüte
Die end- oder seitenständigen Gesamtblütenstände sind aus 8 bis 25 Zentimeter langen, locker sitzenden und rötlichen behaarten, rispigen Teilblütenständen zusammengesetzt. Die Blütenstiele sind 2 bis 4 Zentimeter lang.
Die wohlriechenden, zwittrigen, gestielten Blüten sind zygomorph und fünfzählig mit doppelter Blütenhülle. Die 2–4 Zentimeter langen Blütenstiele sind rostbraun behaart. Die Blüten sind jeweils von zwei großen, dicken und klappigen, zusammenhängenden, fleischigen sowie außen rostbraun behaarten, innen weißen, bootförmigen und sepaloiden Deckblättern unterlegt. Diese zwei 1,5 bis 2 Zentimeter langen Vorblätter sind eiförmig bis elliptisch. Die rötlichen Kelchblätter sind an der Basis kurz verwachsen und bei einer Länge von 5 bis 8 Millimeter eilanzettlich. Von den ungleichen Kronblättern ist eines groß, weiß-rötlich bis -pupurfarben sowie mit einem dicken, röhrig eingerollten, längeren Nagel und einer großen und zweilappigen Platte, es ist 1,5 bis 3 Zentimeter lang und 2,5 bis 3 Zentimeter breit, während die anderen klein, priemlich und 6 bis 8 Millimeter lang sind. Die drei fertilen, langen Staubblätter sind 1,5 bis 2,5 Zentimeter lang und die sechs rudimentären Staubblätter sind 0,5 bis 2 Millimeter lang. Das einzige, oberständige und behaarte, längliche Fruchtblatt ist 2 bis 3 Zentimeter lang mit einem langen, oft gewundenen Griffel mit kleiner, kopfiger Narbe.

### Frucht und Samen
Die 15 bis 30 Zentimeter langen und 6 bis 10 Zentimeter breiten, abgeflachten und orange-braunen Hülsenfrüchte sind schräg-länglich bis eiförmig oder halbmondförmig. Die kurz und dicht braun behaarten Hülsenfrüchte haben deutlich erkennbare, längslaufende Adern und unzählige, querverlaufende Nerven. Sie öffnen sich mit zwei holzigen Fruchtklappen und enthalten vier bis sechs Samen.
Die rundlichen bis länglichen oder eiförmigen bis dreikantigen und leicht glänzend braunen, flachen und leicht runzligen Samen haben einen Durchmesser von 4 bis 5 Zentimetern.

### Phänologie
In Nigeria und Kamerun findet die Blütenzeit zwischen Januar und April und die Fruchtbildung zwischen Juli und Oktober, meist aber zwischen August und September, statt.

### Chromosomensatz
Die Chromosomengrundzahl beträgt x = 12.

## Taxonomie
Die Erstbeschreibung erfolgte 1904 durch Émile Auguste Joseph De Wildeman unter dem Namen (Basionym) Macrolobium dewevrei in Études de systematique et de géographie botaniques sur la flore de Bas- et du Moyen-Congo, Band 5, 1, S. 129. Jean Joseph Gustave Léonard stellte 1952 die Gattung Gilbertiodendron in Bulletin du Jardin Botanique de l'État à Bruxelles, Band 22, S. 188, auf, und ordnete die Art unter dem Namen Gilbertiodendron dewevrei (De Wild.) J.Léonard in die neue Gattung ein. Der Gattungsname ehrt den belgischen Botaniker Georges Charles Clément Gilbert (1908–1983).

## Ökologie
Gilbertiodendron dewevrei geht Symbiosen mit ektotrophischen Mykorrhizapilzen, auf der diese Pilze erstmals nachgewiesen werden konnten, und arbuskulären Mykorrhizapilzen ein. Die schnelle Kolonisation durch diese Pilze, gibt den Sämlingen einen Vorteil gegenüber weniger oder langsamer besiedelten Pflanzen.
Die Samenproduktion ist hoch, mit Mastjahren alle 2 bis 4 Jahre. Es wird davon ausgegangen, dass die hohe Produktion an Samen in dem Zusammenhang steht, dass viele Samen von Tieren gefressen werden. Man nimmt an, dass Käfer in der Demokratischen Republik Kongo 90 % der Samen eines Mastjahres zerstören können.
Die Ausbreitung der Samen erfolgt ballochor durch herausschleudern aus den reifen Hülsenfrüchten. Da die Samen aber groß und schwer sind, findet nur eine eingeschränkte Ausbreitung statt; man schätz, dass sich die Art innerhalb von 200 bis 300 Jahren nur um etwa 100 Meter ausbreitet. Die Naturverjüngung ist an schattigen Standorten trotzdem reichlich und die Sämlinge vertragen starken Schatten für lange Zeit. Die Keimzeit ist kurz und beträgt meist zwischen 5 und 7 Tagen.
Die Samen von Gilbertiodendron dewevrei werden oft von verschiedensten Insekten und auch oft von Säugetieren gefressen, so unter anderem von Antilopen, bspw. Ducker, Pinselohrschweinen, Riesenwaldschweinen, afrikanischen Elefanten, Nagetieren und Primaten. In Mastjahren werden in der Zentralafrikanischen Republik viele Samen von westlichen Flachlandgorillas gefressen. Waldbüffel und Bongos fressen die Sämlinge und Primaten die jungen Blätter älterer Bäume. Elefanten graben manchmal große Flächen junger Bäume aus, um an das Wurzelwerk bestehend aus Wurzeln, Myzelien und faulenden Blättern zu kommen. Von Insekten verletzte Samen werden oft von Pilzen befallen und ältere Bäume können vom Riesenporlingsverwandten Rigidoporus microporus befallen werden.

## Vorkommen
Das Verbreitungsgebiet von Gilbertiodendron dewevrei liegt vorwiegend in der guineo-kongolesischen Region in West- und Zentralafrika. Sie kommen von Nigeria bis in die Demokratische Republik Kongo und im Süden bis Nordangola in den Staaten Angola, Äquatorialguinea, Demokratische Republik Kongo, Gabun, Kamerun, Nigeria, Republik Kongo und Zentralafrikanische Republik vor und gehören dort zu den häufigst anzutreffenden Bäumen.
Gilbertiodendron dewevrei wächst gesellig oft an feuchten, sumpfigen oder teilweise unter Wasser stehenden Standorten, in Senken, Auentälern und entlang von Flüssen, häufig aber auch auf Plateaus oder Hügeln in Höhenlagen unter 1000 Metern. Die mittlere Jahresniederschlagsmenge in ihrem Verbreitungsgebiet liegt zwischen 1600 und 1900 mm mit einer Trockenzeit von über 2 Monaten. Sie bilden große Reinbestände mit einer Größe von manchmal über 100 Quadratkilometern. In diesen Gebieten bildet Gilbertiodendron dewevrei 70 bis 90 % des Kronendaches. Diese Reinbestände haben eine geringe Diversität unter den Baumarten, so kommen auf 0,5 Hektaren durchschnittlich nur 18 Baumarten vor, die einen höheren Brusthöhendurchmesser als 10 Zentimeter erreichen. Die dichten und lichtundurchlässigen Kronen und die dicke Streuschicht, machen es für diese Arten beinahe unmöglich zu keimen. Die Samen von Gilbertiodendron dewevrei hindert dies jedoch nicht, da sie besonders viel Endosperm besitzen, an welchem sie sich lange „ernähren“ können.
Die schattenliebende Baumart verträgt keine vollsonnigen Standorte, leichter Lichteinfall ist aber förderlich für das Wachstum der Sämlinge. Sie bildet in sandigen, tiefen und gut entwässerten Böden eine tiefe Pfahlwurzel während auf felsigen Böden die Seitenwurzeln stark ausgeprägt sind.
Gilbertiodendron dewevrei ist im Moment nicht durch Ausbeutung gefährdet und einige Bestände stehen in geschützten Gebieten.

## Nutzung

### Holz
Das mittelschwere bis schwere Holz, ist unter anderem gut geeignet für Bodenbeläge, Treppen, Fensterrahmen, Türen, Brückendecken, Fahrzeugkarosserien, Grubenstempel, Spielzeuge, Eisenbahnschwellen und für den Bootsbau. Nicht geeignet hingegen ist es als Brennholz. In der Demokratischen Republik Kongo wird die Innenrinde benutzt, um zu binden und Bänder für Tragkörbe herzustellen. Im Nordosten des Landes wird der Baum traditionell zum Häuserbau verwendet.
Das Kernholz ist blassbraun bis dunkel rötlich-braun und wird an der Luft dunkler. Es hebt sich deutlich vom gräulichen oder gelblichen, 5 bis 10 Zentimeter breiten Splintholz ab. Die Maserung ist gerade oder wellig und die Rohdichte beträgt etwa 750 bis 850 kg/m3. Laut DIN EN 13556, in der die Nomenklatur der in Europa verwendeten Handelshölzer festgelegt wird, lautet der deutsche Standardname Limbali mit dem Kurzzeichen GBDW, wobei auch andere Gilbertiodendron-Arten zum Teil so genannt werden.

### Lebensmittel und Medizin
Die Samen beinhaltet giftige Verbindungen, die nur langsam abgebaut werden. Sie werden in Zeiten von Nahrungsknappheit in Zentralafrika geröstet oder gekocht gegessen oder sie werden gekocht und dann zu Mehl gemahlen, aus welchem man dann Haferbrei macht. Die gemahlenen Samen werden auch in die Blätter von Megaphrynium macrostachyum eingewickelt und dann geröstet. Sie werden auch von den Baka in Kamerun verspeist, nach dem sie gekocht und die Samenschale entfernt wurde.
Im Kongo wird die pulverisierte Borke zur Behandlung von Dysenterie eingesetzt und auf Wunden gestreut. Die Blätter werden gegen Unfruchtbarkeit, Asthma und zur Unterstützung bei Entbindungen verwendet. In der Demokratischen Republik Kongo wird der Baumsaft bei Umläufen angewandt, ein Sud aus der Borke wird getrunken um Gastritis, Durchfall und Blennorrhoe zu bekämpfen sowie zur Wundheilung. Ein Saft aus der Borke gemischt mit dem von Tephrosia vogelii wird zur Behandlung von Otitis und zerstoßenen Reste der getrockneten Borke werden bei Verbrennungen eingesetzt.

## Inhaltsstoffe
Das Holz besteht zu 38 bis 42,5 % aus Cellulose, 34,5 bis 36,5 % Harz, 14,5 bis 15,5 % Pentosanen, 0,8 bis 1,6 % anorganischen Bestandteilen und zu 0,03 bis 0,04 % aus Siliciumdioxid.
Samen aus der Demokratischen Republik Kongo haben einen physiologischen Brennwert von 1478 kJ/100 g (353 kcal/100 g) und enthalten 9,4 g Wasser, 4,8 g Proteine, 0,6 g Fett, 82,3 g Kohlenhydrate, 1,5 g Fasern und 1,5 g anorganische Bestandteile pro 100 g.